# Veruschka, poesia di una donna
Veruschka, poesia di una donna, anche conosciuto con il titolo di Veruschka, è un film italiano del 1971 diretto da Franco Rubartelli e interpretato da Veruschka.

## Trama
Vera è una modella tedesca che nel pieno del successo attraversa una crisi esistenziale che la porta ad allontanarsi dal proprio amante e agente. Tenta di ritrovare l'amore della gioventù, Michael, rifugiandosi nella casa dove è cresciuta, in Germania. Ma anche qui è infelice e prova desideri di morte, cercando di estraniarsi dalla realtà attraversa l'uso di droghe. L'amante la raggiunge e la riporta in Italia, ma la loro ritrovata unione dura poco e si interrompe nuovamente, quando Vera desidera fuggire dal successo. Alla fine i due si ritrovano ancora una volta e proprio quando lei sembra aver trovato la risposta alle proprie angosce interiori i due muoiono in un incidente stradale.

## Produzione
Franco Rubartelli era all'epoca del film compagno della nota modella protagonista della pellicola, grazie ai suoi scatti, infatti, Veruschka era stata portata all'apice della fama.

## Distribuzione
Il film è stato distribuito in Italia a partire dal 2 aprile 1971.
In home video il film è stato distribuito solamente in VHS con rapporto immagine di 4:3 negli anni ottanta dalla Creazioni Home Video (CHV), scomparendo in seguito sia dall'home video che dai palinsesti televisivi. Non è mai stato pubblicato in alcun formato digitale.

## Critica
(Il Morandini)

## Colonna sonora
La colonna sonora del film è stata composta da Ennio Morricone e interpretata da Edda Dell'Orso. La colonna sonora completa del film è stata pubblicata per la prima volta solamente nel 1995 in CD dalla Point Records, e comprende 14 tracce. In seguito ristampata varie volte in CD e in LP da Easy Tempo, GDM e Dagored, con un numero di tracce superiori, da 21 a 24. Prima dell'edizione in CD del 1995, solamente il tema dei titoli del film era apparso in alcune compilation e raccolte di Ennio Morricone.